# Gorgonius
Gorgonius var en kristen martyr, som dog år 304 i Nikomedia under kejsar Diocletianus förföljelser av de kristna.
Enligt legenden hörde Gorgonius och Dorotheus till de främsta bland kejsarens hovmän. När kejsaren fick veta att de var kristna försökte han övertala dem att i stället dyrka de romerska avgudarna. Men varken övertalning eller hotelser hjälpte. Då torteradaes de och hängdes till slut.